# Epsach
Epsach – gmina (niem. Einwohnergemeinde) w Szwajcarii, w kantonie Berno, w regionie administracyjnym Seeland, w okręgu Seeland. 

## Demografia
W Epsach mieszka 326 osób. W 2020 roku 5,8% populacji gminy stanowiły osoby urodzone poza Szwajcarią.